# Glossário
Um glossário é uma lista alfabética de termos de um determinado domínio de conhecimento com a definição destes termos. Tradicionalmente um glossário aparece no final de um livro e inclui termos citados que o livro introduz ao leitor ou são incomuns.
Um glossário bilíngue é uma lista de termos em uma língua que são definidas em uma segunda língua ou indicados por sinônimos (ou pelo menos quase-sinônimos) em outra língua, apresentados da forma como são usados por profissionais da área.
De um modo geral, um glossário contém explicações de conceitos relevantes de um certo campo de estudo ou ação. Neste sentido, o termo é relatado para a noção de ontologia. Métodos automáticos tem sido desenvolvidos para transformar um glossário em uma ontologia ou num léxico computacional ou terminologia de qualquer ramo tecnológico.